# Conrad Ferdinand Meyer

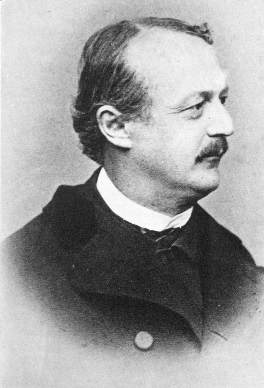
Conrad Ferdinand Meyer

Conrad Ferdinand Meyer (Zürich, 11 oktober 1825 — Kilchberg, 28 november 1898) was een Zwitsers schrijver uit het poëtisch realisme.

## Leven
Conrad Ferdinand Meyer, een telg uit een welstellende Zürcher familie, was geestelijk labiel. Hij ging in Lausanne naar school, alwaar hij in contact kwam met de Franse literatuur: in zijn jeugd sprak hij dan ook overwegend Frans, ofschoon hij tweetalig was. Zijn vader, die ambtenaar was, stierf in 1840, zodat Meyer aan de zorgen van zijn moeder toevertrouwd werd; haar rigoureuze calvinisme en wankele mentale toestand moeten waarschijnlijk een invloed op Meyers persoonlijke psyche hebben uitgeoefend. Hij was daarentegen zeer gehecht aan zijn zuster, Betsy. Zijn eerste poëtische probeerselen waagde hij niet naar buiten te brengen, omdat zijn moeder geen heil in een schrijverscarrière zag.
In 1852 werd Meyer met een depressie in de zenuwkliniek Préfargier nabij Neuchâtel opgenomen, waar hij een jaar bleef. Nadat zijn moeder in 1856 zelfmoord gepleegd had en haar fortuin aan haar zoon had nagelaten, hoefde Meyer zich nimmermeer om financiële beslommeringen te bekommeren: om die reden heeft zijn werk niet het politieke engagement dat anderszins typerend is voor de 19de-eeuwse Zwitserse literatuur. De impuls voor Meyers literaire activiteit kwam na een reis doorheen Italië in 1858: door zijn zuster vergezeld, verkende hij er de kunst van de Renaissance. De romaanse cultuur, die aansloot bij de Franstalige literatuur waarmee hij vertrouwd was, trok hem aan, en hij twijfelde of hij in het Frans of in het Duits zou willen schrijven.
Zijn eerste dichtbundel, Zwanzig Balladen von einem Schweizer, was anoniem gepubliceerd, en was qua vorm nog enigszins stroef en wijdlopig. Door de Frans-Duitse oorlog in 1870 aangemoedigd, koos Meyer ten slotte de kant van de Duitse cultuur: zijn versepos Huttens letzte Tage werd een groot succes in Duitsland. Hierdoor kreeg Meyer eindelijk zelfvertrouwen, en hij toog aan de arbeid. Das Amulett, zijn eerste novelle, werd een der beroemdste in haar genre. Meyers geliefkoosde stof was de overgang van de Middeleeuwen naar de Renaissance: dit was een scharniermoment waarop de mens zich loswrikte uit oude autoriteitsbolwerken en een enorme persoonlijke macht toebedeeld kreeg. De verhouding tussen morele verantwoordelijkheid en de wil te zegevieren vormt een belangrijk motief; men trekt derhalve weleens de parallel met Nietzsche. In Jürg Jenatsch schildert hij het verhaal van een volksheld uit Graubünden, die een hopeloze oorlog voert en er uiteindelijk alles voor opoffert. Desondanks blijft bij Meyer een latente christelijke moraal aanwezig.
In 1882 publiceerde Meyer een boek met Gedichte: het waren balladen, epische verzen en gedichtjes waaraan hij jarenlang gewrocht had, die tijdens zijn leven nog negenmaal heruitgegeven zouden worden. Meyer veranderde voortdurend kleine stilistische nuances in zijn lyrisch werk — en ook wel in zijn novelles —, omdat hij bestendig op zoek was naar het doeltreffendste woord of de poignantste uitdrukking. Bekende gedichten van hem, zoals 'Zwei Segel', 'An dem Canale Grande' of 'Der römische Brunnen', oefenden invloed uit op Rilke en George; daarenboven zijn er in het werk van Meyer reeds elementen aanwezig die het expressionisme aankondigen.
Een streven van Meyer was de verzoening van een compacte, gebalde vorm met een doelmatige inhoud, waarbij hij zich als auteur achter een alternatieve verteller verschool; in die optiek is wellicht Die Hochzeit des Mönchs zijn geslaagdste novelle: hier is Dante de verteller. Der Heilige gaat over Thomas à Becket; Meyer baseerde zich doorgaans op historische stof, waarvoor hij eigen onderzoek verrichtte.

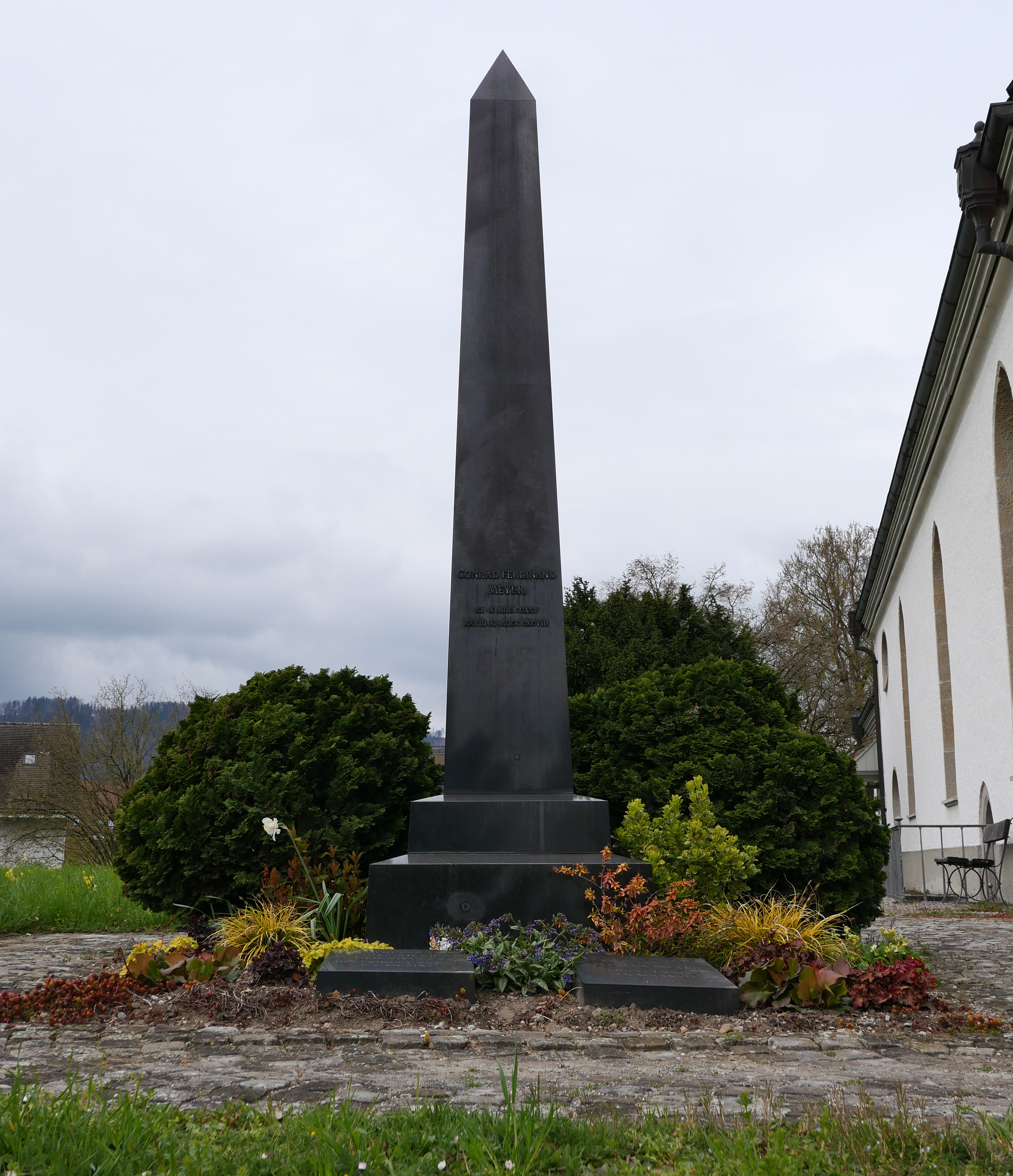
Het graf van Meyer, zijn vrouw Johanna Luise, geboren Ziegler (1837-1915) en hun dochter Luise Elisabetha Camilla (1879-1936) op de begraafplaats van Kilchberg in het kanton Zürich. De obelisk is ontworpen door beeldhouwer Louis Wethli.

Het hoogtepunt van Meyers loopbaan situeerde zich in de jaren 1870 tot halfweg 1880: in 1875 was hij met een welgestelde vrouw gehuwd, hij werd als virtuoos literator erkend, en zijn werk verkocht goed. Hij had een goede verstandhouding met de schrijfster Louise von François, die hem — zij het heimelijk — dikwijls om raad vroeg. In 1887 werd hij echter opnieuw depressief en kampte hij eveneens met fysieke gezondheidsproblemen. Hij heeft steeds voorvoeld dat zijn evenwichtige toestand niet zou blijven duren; in 1892 werd hij in de zenuwkliniek van Königsfelden opgenomen, waarna hij niets meer geschreven heeft.
De duistere ondertoon van Meyers œuvre valt wellicht op zijn innerlijke terug te voeren (zoals uit Das Leiden eines Knaben blijkt); hij verschilt hierin drastisch van de andere grote Zwitserse novellist uit de periode, Gottfried Keller. Weliswaar bevat zijn werk bijwijlen, zoals dat van Keller, een ironische teneur, de politieke satire was niet aan Meyer besteed. Der Schuß von der Kanzel is zijn enige ontegenzeglijk humoristische werk.

## Werken
- 1864 Zwanzig Balladen von einem Schweizer (lyriek)
- 1870 Romanzen und Bilder (lyriek)
- 1871 Huttens letzte Tage (epische lyriek)
- 1872 Engelberg (epische lyriek)
- 1873 Das Amulett (novelle)
- 1874 Jürg Jenatsch. Eine alte Bündnergeschichte (roman)
- 1875 Bettlerballade (lyriek)
- 1877 Mit zwei Worten (lyriek)
- 1878 Der Schuß von der Kanzel (novelle)
- 1880 Der Heilige (novelle)
- 1881 Plautus im Nonnenkloster (novelle)
- 1882 Gustav Adolfs Page (novelle)
- 1882 Alte Schweizer (lyriek)
- 1882 Der Rappe des Komturs (lyriek)
- 1882 Die Füße im Feuer (lyriek)
- 1883 Das Leiden eines Knaben (novelle)
- 1884 Die Hochzeit des Mönchs (novelle)
- 1885 Die Richterin (novelle)
- 1887 Die Versuchung des Pescara (novelle)
- 1891 Angela Borgia (novelle)

- Bibsys: 90187013
- Biblioteca Nacional de Chile: 000474345
- Biblioteca Nacional de España: XX1365375
- Bibliothèque nationale de France: cb119158621 (data)
- CiNii: DA00815751
- Digitale Bibliotheek voor de Nederlandse Letteren: meye052
- Gemeinsame Normdatei: 118581775
- Historisch woordenboek van Zwitserland: 012110
- International Standard Name Identifier: 0000 0001 0927 1868
- Library of Congress Control Number: n50046045
- Nationale Bibliotheek van Letland: 000019741
- MusicBrainz: 0f7bd70f-1fe0-4732-9ae6-0f2ee9da7afd
- Bibliotheek van het Japanse parlement: 00449884
- Nationale Bibliotheek van Tsjechië: jn19990005654
- Nationale bibliotheek van Australië: 35349129
- Nationale Bibliotheek van Israël: 987007265335205171
- Nationale Bibliotheek van Polen: a0000001188783
- Nationale en Universitaire bibliotheek Zagreb: 000059888
- Nederlandse Thesaurus van Auteursnamen: 068725337
- Réseau des bibliothèques de Suisse occidentale: 02-A000113556
- Istituto Centrale per il Catalogo Unico: RAVV061511
- LIBRIS: 76753
- SNAC: w6z16rt0
- Système universitaire de documentation: 027329569
- Trove: 921156
- Virtual International Authority File: 95153180
- WorldCat: E39PBJv4hrttRJGV3r6YKrHjYP